# Freelancer
Freelancer (pol. wolny strzelec) – osoba pracująca bez etatu, realizująca zadania na zlecenie.

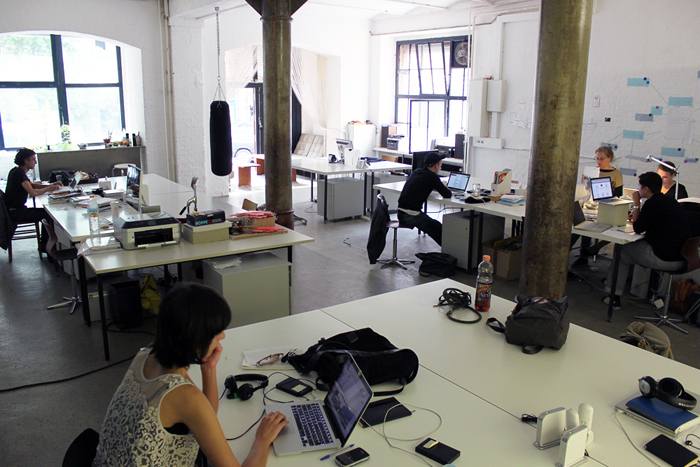
Freelancerzy przy pracy w lokalu coworkingowym w Berlinie

Do profesji szczególnie popularnych wśród wolnych strzelców należą m.in. fotografia, dziennikarstwo, copywriting, tłumaczenie, programowanie, malarstwo, grafika, doradztwo i inne zawody, głównie związane z pracą twórczą. Określenia „wolny strzelec” zazwyczaj nie używa się w stosunku do osób wykonujących prace fizyczne.

## Rozwój
Pierwszy raz określenia freelancer użył Walter Scott (1771–1832) w swoim Ivanhoe. Posłużyło mu ono do opisania średniowiecznego najemnego wojownika. Free oznaczało wolny, a lancer pochodziło od lancy, czyli rodzaju broni.
Do rozwoju zawodu przyczynił się Internet, który ułatwił komunikację z freelancerami i spowodował wzrost zapotrzebowania na usługi świadczone w tym trybie (np. projektowanie stron www).
Według raportu „Freelancing w Polsce” przygotowanego dla Useme, w Polsce w 2022 roku ponad 300 tysięcy osób pracowało jako freelancerzy. W roku 2021 było ich o 12% mniej.